# Championnat National 2010-2011
L'edizione 2010-2011 del Championnat National è stato il 13º campionato di calcio francese di terza divisione nel formato attuale.

## Squadre partecipanti
| Club               | Città         | Stadio                       |
| ------------------ | ------------- | ---------------------------- |
| Alfortville        | Créteil       | Parc des Sports              |
| Amiens             | Amiens        | Stade de la Licorne          |
| Bastia             | Bastia        | Stade Armand Cesari          |
| Aviron Bayonnais   | Bayonne       | Stade Didier Deschamps       |
| Beauvais           | Beauvais      | Stade Pierre Brisson         |
| Cannes             | Cannes        | Stade Pierre de Coubertin    |
| Colmar             | Colmar        | Colmar Stadium               |
| Créteil-Lusitanos  | Créteil       | Stade Dominique Dovauchelle  |
| Fréjus St-Raphaël  | Fréjus        | Stade Pourcin                |
| Gap                | Gap           | Stade Municipal de Gap       |
| Gueugnon           | Gueugnon      | Stade Jean Laville           |
| Guingamp           | Guingamp      | Stade du Roudourou           |
| Luzenac            | Luzenac       | Stade Paul Fédou             |
| Niort              | Niort         | Stade René Gaillard          |
| Orléans            | Orléans       | Stade de la Source           |
| Pacy               | Pacy-sur-Eure | Stade Pacy-Ménilles          |
| Paris FC           | Parigi        | Stade Sébastien Charléty     |
| Stade Plabennecois | Plabennec     | Stade Municipal de Kervéguen |
| Rodez              | Rodez         | Stade Paul Lignon            |
| Rouen              | Rouen         | Stade Robert Diochon         |
| Strasburgo         | Strasburgo    | Stade de la Meinau           |

## Classifica
|  |     | Classifica 2010-2011 | Pti | G  | V  | N  | P  | GF | GS | DR  |
|  | --- | -------------------- | --- | -- | -- | -- | -- | -- | -- | --- |
|  | 1.  | Bastia               | 91  | 40 | 27 | 10 | 3  | 81 | 24 | +57 |
|  | 2.  | Amiens               | 84  | 40 | 24 | 12 | 4  | 58 | 27 | +31 |
|  | 3.  | Guingamp             | 80  | 40 | 23 | 11 | 6  | 87 | 36 | +51 |
|  | 4.  | Strasburgo           | 77  | 40 | 20 | 17 | 3  | 56 | 27 | +29 |
|  | 5.  | Cannes               | 68  | 40 | 17 | 14 | 8  | 51 | 35 | +16 |
|  | 6.  | Fréjus St-Raphaël    | 67  | 40 | 19 | 10 | 11 | 56 | 41 | +15 |
|  | 7.  | Beauvais             | 61  | 40 | 15 | 16 | 9  | 53 | 48 | +5  |
|  | 8.  | Rouen                | 59  | 40 | 15 | 14 | 11 | 54 | 44 | +10 |
|  | 9.  | Orléans              | 53  | 40 | 13 | 14 | 13 | 43 | 40 | +3  |
|  | 10. | Créteil-Lusitanos    | 51  | 40 | 13 | 12 | 15 | 41 | 48 | -7  |
|  | 11. | Luzenac              | 49  | 40 | 12 | 13 | 15 | 39 | 44 | -5  |
|  | 12. | Paris FC             | 49  | 40 | 11 | 16 | 13 | 45 | 46 | -1  |
|  | 13. | Niort                | 49  | 40 | 13 | 10 | 17 | 46 | 46 | 0   |
|  | 14. | Pacy                 | 45  | 40 | 13 | 8  | 19 | 41 | 47 | -6  |
|  | 15. | Colmar               | 44  | 40 | 13 | 11 | 18 | 34 | 48 | -14 |
|  | 16. | Gap                  | 43  | 40 | 11 | 10 | 19 | 44 | 62 | -18 |
|  | 17. | Aviron Bayonnais     | 43  | 40 | 11 | 10 | 19 | 36 | 58 | -22 |
|  | 18. | Rodez                | 40  | 40 | 11 | 7  | 22 | 41 | 63 | -22 |
|  | 19. | Stade Plabennecois   | 39  | 40 | 9  | 12 | 33 | 52 | 64 | -19 |
|  | 20. | Alfortville          | 28  | 40 | 6  | 10 | 24 | 36 | 79 | -43 |
|  | 21. | Gueugnon             | 16  | 40 | 3  | 7  | 30 | 21 | 81 | -60 |

### Verdetti
- Bastia,  Amiens e  Guingamp  promosse in Ligue 2 2011-2012.
- Gap,  Rodez,  Stade Plabennecois,  Alfortville e  Gueugnon retrocesse in Championnat de France amateur 2011-2012.

## Statistiche e record

### Classifica marcatori
Aggiornata al 6 luglio 2012
| Gol |  |  | Giocatore         | Squadra    |
| --- |  |  | ----------------- | ---------- |
| 21  |  |  | Thibault Giresse  | Guingamp   |
| 20  |  |  | David Suarez      | Bastia     |
| 16  |  |  | Jan Koller        | Cannes     |
| 14  |  |  | Mathieu Scarpelli | Guingamp   |
| 13  |  |  | Mathieu Robail    | Bastia     |
| 13  |  |  | Ali Mathlouthi    | Strasburgo |

### Record
Aggiornati all'11 luglio 2012
- Maggior numero di vittorie:  Bastia (27)
- Minor numero di sconfitte:  Bastia e  Strasburgo (3)
- Migliore attacco:  Guingamp (87 gol fatti)
- Miglior difesa:  Bastia (24 gol subiti)
- Miglior differenza reti:  Bastia (+57)
- Maggior numero di pareggi:  Strasburgo (17)
- Minor numero di pareggi:  Rodez e  Gueugnon (7)
- Minor numero di vittorie:  Gueugnon (3)
- Maggior numero di sconfitte:  Gueugnon (30)
- Peggiore attacco:  Gueugnon (21 gol fatti)
- Peggior difesa:  Gueugnon (81 gol subiti)
- Peggior differenza reti:  Gueugnon (-60)
- Totale dei gol segnati: 997